# Archeologický informační systém ČR
Archeologický informační systém ČR (AIS CR) je platforma, která integruje digitální zdroje a služby v české archeologii. Shromažďuje výsledky archeologických výzkumů i informace o archeologických lokalitách a souhrnně je dává k dispozici veřejnosti na základě principu otevřeného přístupu. AIS CR sestává z informačního systému a řady doprovodných služeb.  Jako jeho páteřní systém slouží Archeologická mapa České republiky (AMČR), hlavní nástroj každodenní agendy spojené s prováděním archeologických terénních výzkumů, vč. shromažďování a ukládání informací o nich. AIS CR se řídí principy FAIR a zavádí nové digitální služby pro archeologickou komunitu i širokou veřejnost.
Infrastruktura AIS CR je zapsána do Cestovní mapy ČR velkých infrastruktur pro výzkum, experimentální vývoj a inovace pro léta 2016–2022 a jako stejnojmenný projekt je podporována Ministerstvem školství, mládeže a tělovýchovy ČR. Projekt je řízen Archeologickým ústavem AV ČR v Brně (ARÚB) ve spolupráci s Archeologickým ústavem AV ČR v Praze (ARÚP). 
AIS CR vytváří, spravuje a rozvíjí nejrůznější aplikace, služby a databáze. Jsou to jmenovitě:
- Archeologická mapa České republiky (AMČR)[5]
- Digitální archiv AMČR[6][7]
- Archeologický atlas České republiky[8]
- Archeologie ONLINE[9][10]
- Praha archeologická[11]
- Tezaurus archeologické terminologie (TEATER)[12][13]
- Mapa archeologických organizací[14]
- Medieval Cemeteries at the Periphery of the Carolingian World (MEDCEM)[15][16]
- Veřejné API AIS CR[17][18]

## Historie
Archeologie se v českých zemích pěstuje již déle než dvě stě let. V moderní vědu se změnila postupně během 20. století. Významnou roli v tomto procesu sehrál Státní archeologický ústav (StAÚ, založen 1919) a jeho nástupnické ústavy v Praze a Brně v rámci Československé akademie věd (od roku 1953), posléze Akademie věd ČR (od roku 1993). Od samého počátku měl StAÚ za úkol nejen vědecké poznání nejstarší minulosti, ale i shromažďování údajů o terénních výzkumech, lokalitách a nálezech na území Československa, čili systematické budování souhrnného obrazu archeologického dědictví na území státu.
Důležitými milníky při naplňování tohoto úkolu bylo:
- 1930: založení samostatného oddělení – Archivu nálezových zpráv StAÚ
- 1939 a dále: dotazníková akce podchycující nálezy ve školních sbírkách
- 1953–1956: založení expozitur zaměřených na výzkum ohrožených archeologických lokalit (Most – 1953; Opava – 1955, Plzeň – 1956)
- 1964: vznik Záchranného oddělení AÚ v Praze a periodika Bulletin Záchranného oddělení (BZO)
- 1984: formulace zásad tzv. Prostorové identifikace archeologických nálezů (PIAN) v AÚ v Praze
- 1990: vznik Archeologické databáze Čech (ADČ), první české databázové aplikace zaměřené na evidenci archeologických výzkumů a nálezů[21]
- 2002–2010: digitalizace dokumentů archivu ARÚP, vznik Digitálního archivu ARÚ jako jeden z důsledků povodně Prahy v roce 2002
- 2012–2015: vznik aplikace Archeologická mapa ČR (AMČR), revize dat ADČ a jejich převedení do AMČR
- 2015: připojení Archeologického ústavu v Brně k jednotnému systému AMČR
- 2016: vznik Archeologického informačního systému ČR (AIS CR),[22] financování MŠMT ČR jako velké infrastruktury pro výzkum, experimentální vývoj a inovace; počátek komplexní digitalizace celého archivu ARÚB (zatím pokračuje)
- 2017: spuštění AMČR v ostrém provozu, postupné zapojování oprávněných organizací
- 2017–2021: technický, datový a vědecký rozvoj infrastruktury v rámci projektu OP VVV (Archeologický informační systém ČR – 2. generace)
- 2020–2022: AIS CR finančně podpořen MŠMT ČR na další léta

## Řízení AIS CR
AIS CR je řízen týmem pracovníků Archeologického ústavu AV ČR v Brně a Praze. V jeho čele stojí Výkonná rada složená ze zástupců obou institucí (koordinátoři z hostitelské i partnerské instituce, vedoucí výzkumný pracovník, projektový a PR manažer). Jednotlivé pracovní týmy jsou plně začleněny do organizační struktury ARÚP a ARÚB. AIS CR od roku 2017 zřizuje nezávislý vědecký poradní orgán (Scientific Advisory Committee; zkratka SAC), který poskytuje rady v otázkách výzkumu a v technických aspektech infrastruktury. SAC se skládá z mezinárodně uznávaných odborníků v oblasti archeologie, digitálního kulturního dědictví a výzkumných infrastruktur, a pomáhá s propojováním AIS CR na mezinárodní sítě a projekty.  

## Cíle
Prostřednictvím AMČR a dalších svých segmentů kombinuje AIS CR řízení administrativní oborové agendy plánovaných a probíhajících terénních činností s retrospektivní databází výsledků terénních výzkumů. Informace zpřístupňuje na společné platformě pomocí jednotlivých tematicky profilovaných aplikací. K obecným cílům AIS CR patří: 
- plynulý a bezeztrátový tok informací od stavebníků k oprávněným archeologickým organizacím
- sdílení informací mezi oprávněnými organizacemi jako předpoklad spravedlivého a účinného rozdělení práce v oblasti záchranných archeologických výzkumů
- shromažďování a správa metadat o výsledcích archeologického výzkumu v terénu
- umožnění kontroly kvality terénní práce oprávněných organizací
- centrální uchovávání informací o archeologických výzkumech, nálezech, lokalitách a zjištěních na území ČR
- správa úložiště archeologické terénní dokumentace
- zvyšování informovanosti projektantů a stavebníků o rizicích zásahů do archeologického dědictví
- zpřístupnění informací pro účely vědeckého výzkumu (odborníci, studenti), zájmu veřejnosti a vzdělávání společnosti (širší veřejnost)
- působení ve směru další digitalizace a integrace dat v oboru (vytváření heslářů, poskytování dat pro účely muzejní evidence)
- navazování spolupráce v daném segmentu oboru na mezinárodní úrovni

## Nástroje a aplikace

### Archeologická mapa České republiky (AMČR)
Základ informačního systému, databáze archeologických výzkumů, lokalit a nálezů s interaktivní mapou. Kromě správy aktuálních archeologických výzkumných aktivit v terénu shromažďuje AMČR systematicky údaje o výsledcích ukončených terénních výzkumů a poskytuje je různým typům uživatelů.

### Digitální archiv AMČR
Webová aplikace určená k prohlížení digitálních dokumentů uložených v ARÚP a ARÚB. Obsahuje textové dokumenty (nálezové zprávy, expertní posudky a hlášení), fotografie z terénních výzkumů, letecké snímky, mapy a plány a digitální data (tabulky, databáze, vektorovou grafiku apod.) s popisnými údaji. Dokumenty a další informace jsou průběžně přebírány z AMČR, s níž je Digitální archiv propojen i uživatelskými účty. Dokumenty jsou zveřejňovány v souladu s politikou otevřeného přístupu k informacím a se souhlasem držitelů autorských práv pod licencí CC-BY-NC 4.0.

### Archeologický atlas České republiky
Webová aplikace zpřístupňující vybrané archeologické lokality širší veřejnosti, a to s jejich popisem, fotografiemi, mapami a plány a doporučenou literaturou. Vychází ze dvou vydaných knih, které v některých ohledech nadále rozšiřuje. Zařazení vybraných lokalit do Atlasu je projevem úsilí autorů o probuzení zájmu mezi veřejností o proměny české země prostřednictvím sledování změn v krajině.

### Mapa archeologických organizací
Webová aplikace přináší přehled více než 100 organizací oprávněných provádět archeologické terénní výzkumy podle zákona o státní památkové péči, a to včetně prostorového vymezení jejich působnosti. 

### Praha archeologická
Portál zpřístupňující archeologické prameny Prahy odborníkům i široké veřejnosti. Archeologům a jejich spolupracovníkům by měl usnadnit cestu k systematickému studiu minulosti Prahy a jejímu rychlejšímu a ucelenějšímu poznání, památkové péči přinést podklady pro rozhodování o míře nezbytné ochrany pražských archeologických památek, podnikatelům pak informace o rizicích jejich záměru.

### Archeologie ONLINE
Webová aplikace prezentující digitální informační zdroje svázané s poznáváním minulosti české krajiny a českou archeologií. Zahrnuje mnohdy těžko dostupné údaje umožňující orientaci v existujících infrastrukturách, evidenčních systémech, nástrojích a portálech. Web je rozdělen do třech základních sekcí:
1. MAPA – slouží pro přiblížení datového obsahu vybraných zdrojů, dovoluje data procházet, filtrovat a pomocí odkazů je provázána na zdrojové informační systémy;
2. ZDROJE – obsahuje strukturovaný popis jednotlivých informačních systémů, umožňující jejich vzájemné porovnávání;
3. PRAXE – příklady dobré praxe související s evidencí dat a jejich zpracováním, obsaženy jsou příručky, formuláře, programy, ale také příklady ze zahraničí.

### Tezaurus archeologické terminologie (TEATER)
Tezaurus archeologické terminologie skládající se z předmětových hesel národních autorit spolu s dalšími odborně-archeologickými termíny, které se v rejstříku národních autorit nenachází. TEATER umožňuje snadné vyhledávání a procházení hesel, jejich vysvětlení a jazykové varianty.

### Medieval Cemeteries at the Periphery of the Carolingian World (MEDCEM)
Služba se zabývá sběrem a prezentací dat o středověkých pohřebištích z periferie Karolinského světa. Všechny zveřejněné informace jsou poskytovány on-line a lze je prozkoumat prostřednictvím digitálního katalogu a v interaktivní mapě. Vizualizace, grafy i plány jsou vytvářeny dynamicky na základě obsažených a stále doplňovaných archeologických dat. 

### Veřejné API AIS CR
API nabízí službu Data Provider, která poskytuje metadatové záznamy z databáze AMČR pomocí protokolu Open Archives Initiative Protocol for Metadata Harvesting (OAI-PMH). Většina záznamů je pro nekomerční účely poskytována volně, a to pod licencí CC-BY-NC 4.0. Archeologové či uživatelé s vyšším oprávněním mohou využít registrovaný účet Archeologické mapy ČR pro přístup k nearchivovaným či jinak chráněným záznamům.